# خوبوتکی
خوبوتکی (به لهستانی:  Chobotki) یک روستا در لهستان است که در گمینا کنشن واقع شده‌است.